# Bröderna Doherty

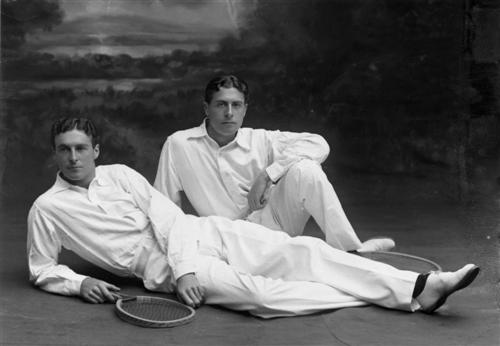
Laurence och Reginald Doherty

Bröderna Doherty (Reggie och Laurie) var ett brittiskt tennisspelande syskonpar som under 1800-talets sista år och 1900-talets första årtionde tillsammans dominerade världstennisen med vardera flera segrar i Wimbledonmästerskapen och Amerikanska mästerskapen. 
De utgjorde ett effektivt Davis Cup-lag som under perioden 1903–1906 tog hem fyra DC-titlar i följd. 
Bröderna Doherty bidrog starkt till att befästa och ytterligare bredda tennisspelets popularitet i sitt hemland. Tillsammans har de av All England Lawn Tennis & Croquet Club blivit förärade the Doherty Gates i Wimbledon.
De upptogs 1980 tillsammans i International Tennis Hall of Fame.